# Principality of Outer Baldonia
Principality of Outer Baldonia (svenska: Furstendömet Yttre Baldonien) var en mikronation som gjorde anspråk på ön Outer Bald Tusket Island, en av Tusket-öarna utanför Nova Scotia i Kanada.

## Bakgrund
Outer Baldonia grundades 1948 av Russell Arundel, en amerikansk affärsman som arbetade för Pepsi Cola. Arundel ska ha stött på ön när han fiskade tonfisk. Den användes då som en bas för fiskare och som betesmark för får. Han köpte ön för 750 dollar och byggde ett stenhus år sig själv och sina vänner som de kunde använda när de fiskade. Enligt legenden var det när de satt och drack som de kom på idén om landet och skrev dess självständighetsförklaring.

## Geografi och demografi
Outer Bald Tusket Island är ungefär 16000 m² stor, ligger utanför Nova Scotia i Kanada och tillhör ögruppen Tusket-öarna. Den är tämligen platt och utan träd, men ska fram till 1960-talet ha haft en mindre befolkning av akadiska fiskare och åtminstone en fåraherde, vilka dock troligtvis inte bodde permanent på ön. Det är möjligt att fiskarna och herden hade enklare skjul som de använde i arbetet, men dessa har i så fall ruttnat bort; den enda byggnad som återstår är Arundels stenhus. Byggnaden är förfallen, men initialen "A" syns fortfarande. Herden ska ha funnits kvar på ön åtminstone fram till 1973 när ön såldes igen, då han i avtalet utlovas att få fortsätta låta fåren beta där tills han avlider, vilket av allt att döma inte skulle dröja alltför länge. Djurlivet utgörs i huvudsak av sälar, fåglar och småkryp.

## Politik
Outer Baldonias regeringsstruktur är idag svår att reda ut. Alla medborgare som fångade en blåfenad tonfisk och betalade 50 dollar utnämndes till furstar. Det är oklart om det fanns någon medborgare som inte tillhörde adeln överhuvudtaget. De roller man känner till i regeringen är:
- Statschef: Furstarnas furste Russell Arundel
- Kansler: Elson Boudreau
- Ambassador Extraordinary and Minister Plenipotentiary (ungefär Extraordinär ambassadör och befullmäktigad minister): Ron Wallace

Landets självständighet erkändes faktiskt av Nova Scotia, på villkor att de fortsatte betala skatt, men inte av några riktiga länder. Trots det fick Outer Baldonia en hel del uppmärksamhet på den internationella scenen. Bland annat genom att lista sitt telefonnummer som Consulate of Outer Baldonia ("Yttre Baldoniens konsulat") i telefonkatalogen lyckades Arundel bli inbjuden till diverse tillställningar, vilka han besökte iklädd kläder som ska ha varit dekorerade med sardinburkar och kapsyler. Han lyckades även få Rand McNally, som publicerade kartböcker, att ta med Outer Baldonia på kartorna. Landet erbjöds till och med att söka medlemskap i det då nyskapade Förenta nationerna. När Outer Baldonias stadgar publicerades sågs de av de flesta som ett skämt; dock inte av Sovjetunionen som förkastade den. Detta ledde till en serie händelser som i slutändan ledde till landets undergång som nation.

## Självständighetsförklaring och stadgar
Outer Baldonias stadgar finns idag bevarat på Yarmouth County Museum. En del av självständighetsförklaringen, rörande fiskares rättigheter löd:
| ” | That fishermen are a race alone. That fishermen are endowed with the following inalienable rights: The right to lie and be believed. The right of freedom from question, nagging, shaving, interruption, women, taxes, politics, war, monologues, care and inhibitions. The right to applause, vanity, flattery, praise and self-inflation. The right to swear, lie, drink, gamble and silence. The right to be noisy, boisterous, quiet, pensive, expensive and hilarious. The right to choose company and the right to be alone. The right to sleep all day and stay up all night. | „ |

På svenska ungefär:
| ” | Fiskare är en unik ras. Fiskare är begåvade med följande rättigheter: Rätten att ljuga och bli trodd. Rätten till frihet från ifrågasättande, tjat, att bli avbrutna, kvinnor, skatter, politik, krig, monologer, att bry sig och hämningar. Rätten till applåder, fåfänga, smicker, beröm och självförhärligande. Rätten att svära, ljuga, dricka, spela och få tystnad. Rätten att vara högljudda, bullrande, tysta, fundersamma, kostsamma och lustiga. Rätten att välja sällskap och rätten att vara ensam. Rätten att sova hela dagen och vara uppe hela natten. | „ |

Stadgarna var mycket omfattande för en mikronation som denna. Den rörde bland annat skattepolitik, uppförandekod för medborgarna, militär hierarki, handels- och industripolitik. Exempelvis var skatter, "tvetydigheter" och hämningar förbjudna, medan drickande, svärande och överdrivande av fiskars storlek uppmuntrades. Trots att kvinnor inte tilläts på ön kunde de tydligen bli medborgare; Arundels sekreterare ska ha haft titeln furstinna. Fiske tycks ha varit den huvudsakliga yrkesutövningen på ön, tillsammans med exporten av tomma rom- och ölflaskor. På det stora hela mottogs stadgarna som det var tänkt, alltså som en humoristisk text. Det var dock inte fallet överallt. I tidningen Literaturnaya Gazeta i Sovjetunionen publicerades en attack mot stadgarna, som man ansåg avhumaniserade och avciviliserade medborgarskapet, och mot Furst Arundel som kallades en barbarisk västerländsk imperialist.

## Militära aktiviteter
Outer Baldonias styrelseskick tycks ha varit mycket militärt dominerat. Av landets 70 medborgarna var alla åtminstone till titeln inblandade i öns försvar. Militären verkar enbart ha utgjorts av dess flotta; 69 av medborgarna var amiraler. Flottans storlek har uppskattats till allt mellan 2 och 100 skepp, gissningsvis deras egna fiskebåtar.
Statens krigiska natur blev som tydligast i den episod som gjorde den berömd och indirekt ledde till dess fall; dess konfrontation med Sovjetunionen. Länderna hade av naturliga skäl inte haft några tidigare diplomatiska kontakter, men Sovjets kritik av deras stadgar väckte yttre baldoniernas kämpaglöd. Man bjöd först in den sovjetiska regeringen till ett besök på ön, för att låta dem beskåda invånarnas livsstil och ge dem en chans att dra tillbaka sin kritik. När inbjudan avböjdes förklarade Outer Baldonia krig. Flottan mobiliserades och gick till sjöss, vilket man dock får anta i huvudsak involverade fiske, snarare än korsande av Atlanten för att invadera Sovjet. Ron Wallace lyckades ordna en allians med den närliggande båtklubben Armdale Yacht Club, som tog på sig att försvara furstendömet under tiden. Sovjetunionens svar ska enligt uppgifter ha varit tillfredsställande för Outer Baldonia, då landet istället för att möta flottan publicerade ett antal fördömanden i statliga tidningar.
Den uppmärksamhet från media som följde av detta ledde dock till att landets humoristiska och oseriösa natur blev uppenbar. De anklagades för bedrägeri i tidningar och de diplomatiska inbjudningarna slutade komma in.

## Områdets senare historia
År 1973 sålde Russell Arundel Outer Bald Tusket Island till Nova Scotia Bird Society för en kanadensisk dollar, och de äger fortfarande ön. Den är idag ett fågelreservat och får inte besökas under fåglarna parningssäsong.